# 臨床評価項目
臨床評価項目（りんしょうひょうかこうもく）もしくはエンドポイント（Clinical endpoint）またはアウトカム（Clinical outcome）とは、臨床研究における目標となる疾患、症状、徴候、臨床検査値異常の発生を示す結果指標である。また、個人や団体が臨床試験から離脱する強い動機となる疾患や徴候を指す場合もあり、人道的評価項目と呼ばれることもある。
1つの臨床研究では1つの主要評価項目と幾つかの副次評価項目が事前に設定され、主要評価項目が科学的結論とされる。複数の項目を同時に評価する場合は予め複合評価項目を設定し、複合評価項目1つについて有意差を検討する。

## 概要
一般的な意味で、臨床試験の評価項目は、試験対象疾患の重症度の指標である。臨床試験の結果は一般に、試験期間中に予め決められたエンドポイントに到達した登録者の数を、登録者全体の数と比較して示す。エンドポイントに到達した患者は通常、更なる実験的介入から除外される（エンドポイントという用語の起源）。
例えば、心臓発作を予防する医薬品の効果を調べる臨床試験では、胸の痛みがエンドポイントとされる。臨床試験に登録された患者が、試験期間中に胸の痛みを発症した場合、エンドポイントに到達したと判断されることになる。最終的には、登録された患者数に対する胸の痛みを発症した患者数の割合が結果に反映される。
実験に対照群が含まれる場合、介入後にエンドポイントに到達した患者の割合と、対照群で同じエンドポイントに到達した患者の割合を比較し、問題となっているエンドポイントを予防する能力を除外して解析する。
臨床試験では通常、試験対象となる治療法の成功と見做される指標として、主要エンドポイントを定義または指定する（例えば、販売承認を正当化するために）。がんの臨床試験では、主要評価項目として全生存期間（OS）の統計的に有意な改善が設定されることが多い。また、無増悪生存期間（PFS）など、測定され達成されることが期待される1つ以上の副次評価項目が定義される場合もある。試験によっては、達成される可能性が低い探索的評価項目が定義されることもある。

## 主要評価項目・副次評価項目
臨床試験の主要評価項目とは、その試験で検出力を考慮して設定された評価項目である。当該項目で有意差が付くと、科学的に「第一種過誤5%未満の確率で、(主要評価項目)が達成されている」と言える。
副次評価項目とは、臨床試験により有効性を評価できない追加的な評価項目である。通常は事前に設定されているが、あくまで探索的な位置付けである。副次的評価項目が多くなると、多重比較問題が生じ、第一種過誤が5%を超える危険がある。

## 堅牢な評価項目・脆弱な評価項目
堅牢な評価項目（hard endpoint）とは、臨床評価の余地のない客観的な評価項目であり、第三者によっても評価が変わらない項目である。
臨床評価を伴う評価項目では、評価者により変動する可能性がある。このような項目を主要評価項目に採用する場合は、臨床解釈の詳細な事前定義、二重盲検化、独立判定委員会による評価が必須である。
脆弱な評価項目（soft endpoint）とは、主観的な評価項目であり、QOLや疼痛尺度などが該当する。これらは後から確認することが難しく、通常は主要評価項目としては採用されない。

## 人道的評価項目
人道的評価項目（じんどうてきひょうかこうもく、Humane endpoint）とは、実験動物などの被験体が、人道的に殺処分する、痛みを伴う処置を中止する、痛みや苦痛を和らげる治療を行うなどの行為によって、痛みや苦痛が解消、最小化、軽減される時点と定義される。試験に参加している個体が人道的評価項目に到達したことにより、本来の試験目的の目標結果に完全に到達する前に試験から撤退する必要があるかも知れない。

## 代替評価項目
代替評価項目（だいたいひょうかこうもく、Surrogate endpoint）とは、ある臨床評価項目の直接の研究が困難な場合に、その代わりとなる結果を持つ評価項目のことをいう。実際の臨床評価項目と相関があるかも知れないが、必ずしも関係が保証されているわけではない。米国国立衛生研究所では、代理評価項目を「臨床評価項目の代替となることを意図したバイオマーカー」と定義している。
例えば、「心血管疾患による死亡」の代用として、因果関係を示す強力な証拠が存在する「血圧の上昇」を用いることなどが挙げられる。

## 複合評価項目
複合評価項目（ふくごうひょうかこうもく、Combined endpoint）は、さまざまな臨床結果を1つのグループに統合できるものである。
心血管疾患ではMACE（全死亡+心筋梗塞+冠動脈血行再建術+脳卒中+心不全による入院）などのエンドポイントが、抗血小板療法ではNACCE（全死亡+非致死的心筋梗塞+脳血管イベント+大出血）などのエンドポイントが用いられる。採用するイベントの全てについて、厳密な事前定義が必要であるだけでなく、客観性や重要度の異なる事象をごった煮にして取り扱うことの妥当性について前もって慎重に検討する必要がある。
複合評価項目を用いたがん研究の例としては、無病生存率（DFS）があり、試験参加者の死亡または再発の発見のいずれかがエンドポイントとなる。総合治療効用（Overall treatment utility；OTU）は、がん臨床試験における多面的な複合評価項目の一例である。
人道的評価項目の場合は、複合評価項目は、介入（エンドポイント判定）の必要性の判定に充分な疾患、症状、徴候、検査値異常の閾値を構成する可能性がある。

## 一貫性
あるテーマに関するさまざまな研究は統一された結果を扱っていないことが多く、研究グループ全体を見たときに臨床的に有用な結論を導き出すことが困難である。CROWN（Core Outcomes in Women's Health）イニシアチブは、成果を標準化するための取り組みの一つである。

## 例
臨床評価項目は、行動や認知のスコア、脳波、MRI、PET、生化学的バイオマーカーなど、さまざまな方法で構築することができる。
がんの臨床研究では、局所再発の発見、局所転移の発見、遠隔転移の発見、症状の発現、入院、鎮痛剤の必要性の増減、毒性の発現、補助化学療法の必要性、補助手術の必要性、補助放射線療法の必要性、何らかの原因による死亡、疾患による死亡などが一般的なエンドポイントとなる。がんの研究では、通常、何らかの原因で死亡するまでの期間を示す全生存期間、あるいは疾患による死亡または毒性による死亡などが設定されることがある。
これらは、例えば月単位の期間（生存期間）で表される。中央値がよく用いられるのは、被験者の50％がエンドポイントに到達した時点で試験のエンドポイントを算出できるためであり、算術平均値の算出は全被験者がエンドポイントに到達した後でなければできないからである。

### 生存期間など
癌などの臨床試験では、無病生存期間、無増悪期間、無増悪生存期間、無転移生存期間、無遠隔転移生存期間、奏効期間、全生存期間が臨床評価項目として採用される。
奏効期間
奏効期間（Response duration）は、進行した疾患に対する治療の結果を分析するために使用されることがある。イベントは、疾患増悪（再発）である。この臨床評価項目では、患者の一部のみが選択される。治療に反応（#奏効率参照）していた期間が測定され、反応しなかった患者は含まれない。

### 奏効率
奏効率（Response rate）とは、治療後にがんが縮小したり消失したりするなど、ある治療法が一定の効果を発揮した患者の割合のことを指す。
がん治療の臨床試験のエンドポイントとして使用される場合、これはしばしば客観的奏効率（ORR）と呼ばれる。この文脈におけるFDAによるORRの定義は、「事前に定義された量の腫瘍サイズの減少を、最低の期間にわたって達成した患者の割合」:7である。
それぞれの臨床試験では、どのような疾患や状態であっても、治療や介入に対する完全奏効（CR）または部分奏効（PR）と見なされるものを定義することができる。したがって各試験では、完全奏効率と全奏効率（CR+PR）が報告される。

### 中毒死率
中毒死率は、あらゆる原因や治療対象の疾患による死亡を対象とした全生存率とは異なり、治療自体に直接起因する死亡のみを対象としている。中毒死が多発した場合は通常、臨床試験が中止されるため、中毒死率は一般的に低いかゼロに近い。化学療法の場合でも、全体の中毒死率は通常1％以下である。しかし、体系的な剖検が行われていないため、治療による死亡についての理解は限られている。

### 重篤有害事象発現率
治療を受けた患者のうち、1つ以上の重篤な有害事象が発生した割合を指す。重篤な有害事象とは、ICH E2A ガイドラインの定義では、「投与量にかかわらず、医薬品が投与された際に生じたあらゆる好ましくない医療上の出来事のうち、以下のものをいう」とされている。
- 死に至るもの
- 生命を脅かすもの[注 3]
- 治療のための入院または入院期間の延長が必要であるもの
- 永続的または顕著な障害・機能不全に陥るもの
- 先天異常・先天性欠損を来すもの
- その他の医学的に重要な状態と判断される事象または反応

ただちに生命を脅かしたり死や入院に至らなくとも、患者を危機に晒す虞れがあったり、または上記の定義に挙げられているような結果に至らないように処置や治療が必要となるような重要な医学的事象は重篤であると判断すべきであり、そのような状態か否かについては医学的および科学的根拠にもとづいて判断する必要がある。このような事象の例として、救急処置室などまたは自宅において集中治療を必要とするアレルギー性気管支痙攣、入院には至らないものの血液障害または痙攣を来した場合、薬物依存症または薬物乱用などが挙げられる。